# Jenny Klabin Segall
Eugênia Klabin Segall (São Paulo, 15 de fevereiro de 1899 — São Paulo, 5 de agosto de 1967), mais conhecida como Jenny Klabin Segall, foi uma escritora, tradutora e pianista brasileira. Jenny foi a idealizadora do Museu Lasar Segall, na Cidade de São Paulo.

## Biografia
Nascida em São Paulo, Jenny Klabin Segall era a segunda dos quatro filhos de Bertha Obstand e Maurício Freeman Klabin, imigrantes judeus de origem russa. A família mudou-se para Berlim em 1904 e, posteriormente, para Genebra, onde permaneceram até 1909. Foi em Berlim que Jenny conheceu o pintor russo Lasar Segall, com quem viria a se casar em 1925, após um reencontro no Brasil no final de 1912.
Após retornar ao Brasil em 1923, Jenny continuou sua educação, aprofundando-se em línguas estrangeiras e recebendo aulas particulares. Em 1925, casou-se com Lasar Segall e iniciou um período de viagens entre São Paulo, Berlim e Paris. Durante essas viagens, nasceram seus filhos Maurício, em 1926, e Oscar, em 1930. O casal retornou ao Brasil em 1932 e fixou residência na Vila Mariana, em São Paulo, onde se tornaram parte ativa da cena cultural, especialmente na Sociedade Pró-Arte Moderna.
Além de seu envolvimento no cenário artístico, Jenny Klabin Segall também se dedicou à tradução de obras literárias fundamentais para o português. Suas traduções, marcadas por um profundo respeito pelo texto original, receberam elogios da crítica.
Após o falecimento de Lasar Segall em 2 de agosto de 1957, Jenny Klabin Segall concentrou-se na preservação e promoção do legado artístico do marido. Ela suspendeu temporariamente suas atividades literárias para se dedicar à organização do acervo do pintor. Com o apoio do Itamaraty, Jenny organizou exposições póstumas na Europa, visando reintroduzir a obra de Segall no cenário artístico ocidental.
Em 2 de agosto de 1967, Jenny Klabin Segall sofreu um enfarte e faleceu três dias depois. No mesmo ano, em setembro, seus filhos inauguraram o Museu Lasar Segall, que hoje faz parte do IPHAN - Instituto do Patrimônio Histórico e Artístico Nacional. Este museu é amplamente reconhecido como resultado dos esforços significativos de Jenny Klabin Segall.
Em maio de 1973, foi inaugurada a Biblioteca Jenny Klabin Segall, parte integrante do Museu Lasar Segall, em homenagem à escritora e tradutora de clássicos do teatro alemão e francês. Com um acervo único nas áreas das Artes do Espetáculo e Fotografia, além de uma documentação abrangente sobre a vida e obra de Lasar Segall, a biblioteca oferece mais de 530 mil itens, incluindo livros, periódicos, catálogos, programas de espetáculos e fotos, tornando-se um recurso valioso para estudiosos, artistas e entusiastas das artes. A Biblioteca Jenny Klabin Segall participa ativamente da REDARTE-SP e da BIBLIOCI, redes de informação em arte, contribuindo para a preservação e disseminação da cultura artística.

## Traduções
Na década de 1930, Jenny Klabin Segall deu início à sua extensa atividade literária, motivada pelo seu interesse pessoal, dedicando-se à tradução de obras fundamentais da literatura universal. Do francês, traduziu as obras Escola de maridos, O marido da fidalga, As sabichonas, Escola de mulheres, O tartufo e O misantropo, de Molière; Ester, Atalia, Andrômaca, Britânico e Fedra, de Racine; e Polieucto, O Cid e Horácio, de Corneille. Do alemão, traduziu integralmente a obra-prima de Goethe, Fausto (Partes I e II), trabalho que levou três décadas para ser concluído.
Suas traduções foram marcadas por um profundo respeito ao texto original, conquistando elogios de diversas personalidades renomadas, como Sérgio Buarque de Holanda, Paulo Rónai, Guilherme de Almeida e Tarsila do Amaral, que destacaram a qualidade e fidelidade de seu trabalho.